# Joachim Victor
Joachim Jan Hendrik „John” Victor (ur. 15 kwietnia 1892 w Brandfort, zm. 22 września 1935 w Johannesburgu) – południowoafrykański lekkoatleta specjalizujący się w biegach średniodystansowych.
Victor reprezentował Związek Afryki Południowej podczas V Letnich Igrzyskach Olimpijskich w 1912 roku w Sztokholmie, gdzie wystartował w dwóch konkurencjach. W biegu na 800 metrów z nieznanym czasem zajął w swoim biegu eliminacyjnym trzecie miejsce, co zaskutkowało odpadnięciem z dalszych rund tej konkurencji. W biegu na 1500 metrów z czasem 4:12,7 zajął trzecie miejsce w swoim  biegu eliminacyjnym i odpadł w dalszej rywalizacji.
Rekordy życiowe:
- bieg na 800 metrów – 1:57,00 (1912)
- bieg na milę – 4:36,20 (1911)